# Vasaces Bagratuní

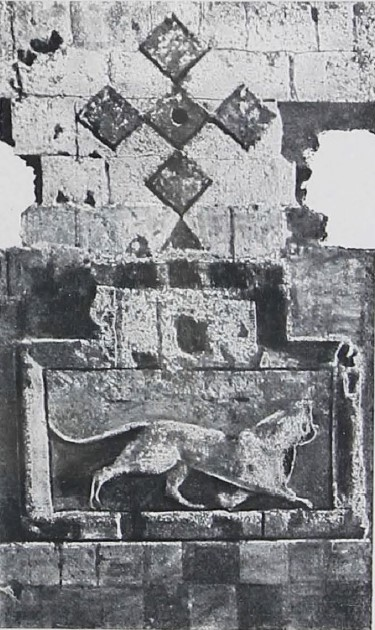
Símbol de la dinastia Bagràtide.

Vasaces Bagratuní (en armeni Վասակ Բագրատունի) va ser nakharar de Taron de l'any 771 al 772. Formava part de la dinastia dels Bagràtides.
Vasaces era fill d'Asoci II Bagratuní, que havia estat cegat per Gregori II Mamiconi l'any 750. El seu germà Simbaci III Bagratuní era el cap de la casa i havia estat nomenat patrici i generalíssim (sparapet) el 771. Vasaces va rebre Taron d'Asoci III Bagratuní, fill del patrici Isaac I Bagratuní.
L'any 771 va esclatar la rebel·lió armènia i Simbaci III Bagratuní hi va participar, i amb ell el seu germà Vasaces. Hamazaspes Arzeruni, ajudat principalment pels Amatuní i per Vasaces de Taron, va atacar Ardjesh, on hi havia una guarnició àrab. Cap aquell lloc va marxar Amr o Amru, que va infligir a Hamazasp una derrota total el 15 d'abril de l'any 772. Els àrabs es van desplaçar al Bagrevand i van acampar a Ardzeni mentre la notícia de la derrota arribava a Karin (Erzurum). Es va aixecar el setge d'aquella ciutat que duia a terme l'altre grup rebel, i van decidir anar a Bagrevand on van arribar el 25 d'abril del 772 i van lliurar batalla en la qual van morir gairebé tots, inclòs Simbaci III Bagratuní.
Vasaces va abandonar Taron i es va establir a les muntanyes de la Klardjètia, a la regió d'Ardahan, a les fonts del Kura, que van acabar dominant el seu fill Adarnases i el seu net Asoci, i va acabar originat la dinastia Bagràtida de Geòrgia.
En una obra recent, Christian Settipani estima que el príncep d'Ibèria «P’illipé» citat a la llista reial de Kartli III com a predecessor immediat d'Adarnases I de Tao als voltants de l'any 786 i que assimila pel seu nom a un membre de la casa de Siunia, podria haver-se casat amb una filla de Vasaces, cosa que explicaria la reaparició del nom en la família de Siunia i l'aparició en aquesta dinastia de noms típicament bagràtides com Simbaci i Asoci.